# 人民大厦 (上海)
31°13′56″N 121°28′08″E / 31.23229°N 121.46899°E

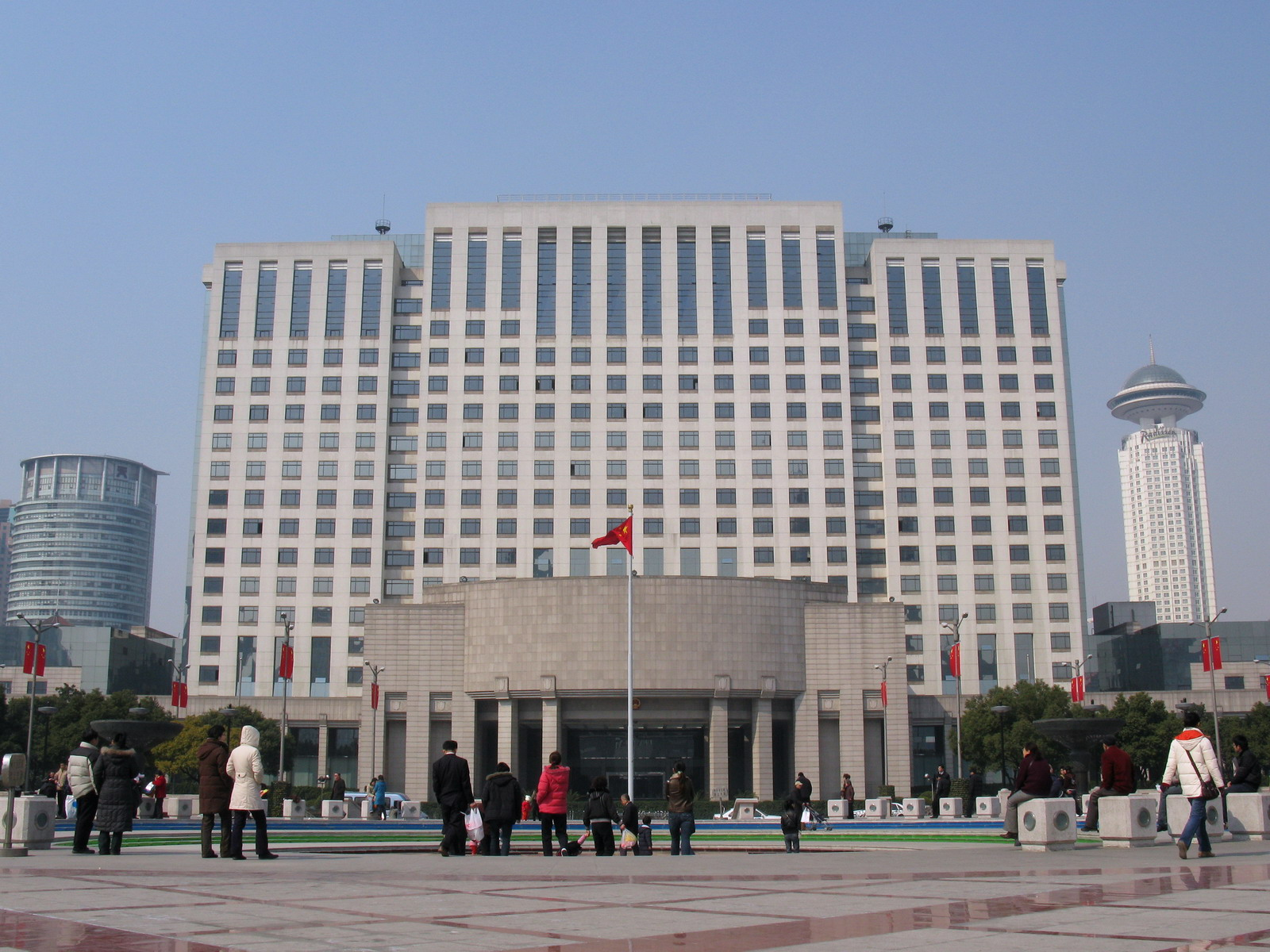
人民大厦

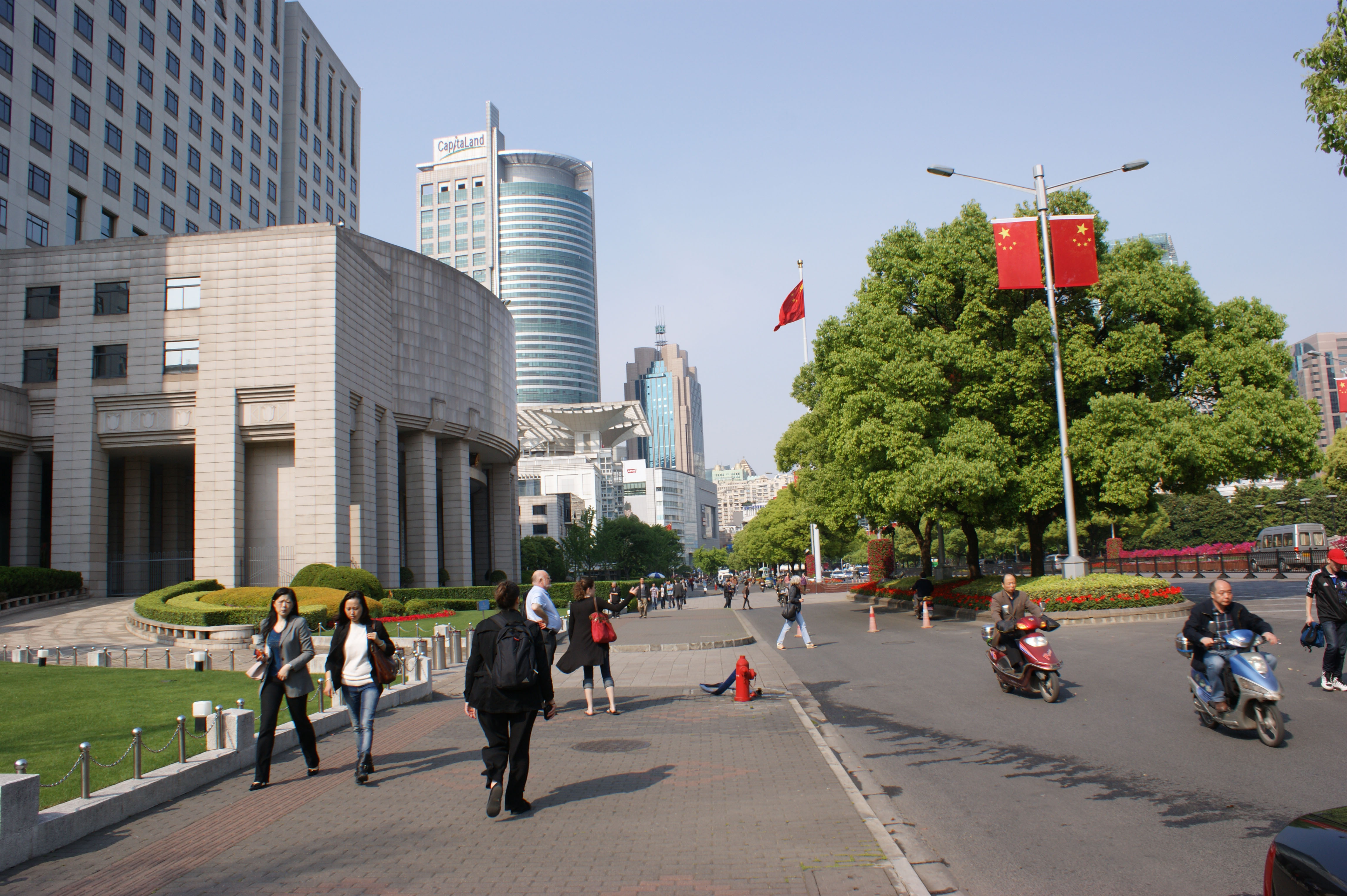
从人民大道上看左侧的人民大厦

上海人民大厦，常被称为市政府大楼，曾称市政大厦，为上海市的政治行政机关驻地，位于上海市黄浦区人民大道200号，处在东西走向的人民大道与广场南北中轴线的交汇点上。
1992年12月开工，1995年7月1日竣工交付使用。人民大厦由上海建筑设计研究院设计，名义上在这幢建筑里办公的有中国共产党上海市委员会、上海市人民政府、上海市人民代表大会常务委员会；不过，中共上海市委的实际办公地在徐汇区康平路，因此人民大厦主要为市人大常委会和市政府使用。人民大厦现不开放参观。

## 概况
人民大厦由主楼、东西配楼、南北楼和综合楼组成，可容2,500多人办公使用，是国内第一幢智能化政府办公大楼。主楼高72.5米，地上18层，地下2层，配楼和综合楼为4层。占地35,700平方米，建筑面积87,700平方米。大厦内有人大会议厅、市府会议厅、新闻发布厅、特别会议室、文印中心、健身中心等。

## 历史
- 人民大厦所在位置原来是市人大常委会办公楼。1964年，此处建起了3－5层的市人大办公楼。
- 为恢复外滩金融街的功能，上海市决定将原在外滩的行政中心搬迁至人民广场地区，1987年开始酝酿新大楼的设计方案。
- 1995年7月1日，大楼建成启用，市政府从外滩中山东一路12号的原汇丰银行大楼迁至此办公，汇丰大楼转让给浦东发展银行使用。不久后，市人大也回迁到这里办公。
- 1997年12月3日，上海市地名委员会办公室正式公布，人民大道200号命名为“人民大厦”。